# Parròquia de Lejasciems
La Parròquia de Lejasciems (en letó: Jaungulbenes pagasts) és una unitat administrativa del municipi de Gulbene, Letònia. Abans de la reforma territorial administrativa de l'any 2009 pertanyia al raion de Gulbenes.

## Pobles, viles i assentaments
- Cinci
- Čipati
- Dūre
- Jānūži
- Ķilpani
- Krampani
- Lapati
- Lejasciems
- Mālumuiža
- Salaki
- Salmaņi
- Sinole
- Umari
- Zvārtavi

## Hidrologia

### Rius
- Cēsaka
- Dzelzupīte
- Iežupe
- Ilgupīte
- Irbupīte
- Gauja
- Koruļupīte
- Ķiurga
- Lāčupīte
- Linupīte
- Mudaža
- Niedrupe
- Pilupe
- Svārbe
- Tirza
- Tirziņa
- Sudaliņa
- Vidaga
- Zellene

### Llacs i embassaments
- Llac Ādmiņu
- Llac Galgauska
- Llac Mustera
- Sudalezers.

## Persones notables
- Zenta Mauriņa (1897-1978), escriptora.